# Матија Иванић
Матија Иванић (Врбањ, Хвар, око 1445. - Рим, 1523) био је угледан грађанин далматинског градића Хвара из 16. века, вођа Хварског устанка (1510—1514) против Млетачке републике. Након пораза, Иванић је постао симбол слободе у окупираном Приморју под млетачком влашћу. Устанак означава и борбу против Млетака и борбу за раднички и сељачки сталеж. Споменут је и у познатој револуционарној песми "Падај сило и неправдо". Поетски га је дочарао Јуре Франичевић-Плочар у више песама посвећених Хварском устанку.